# Alan Sealey
Alan Sealey, all'anagrafe Alan William Sealey (Londra, 24 febbraio 1942 – Romford, 31 gennaio 1996), è stato un calciatore inglese, di ruolo centrocampista.
Fu l'autore di una delle doppiette più importanti della storia del West Ham Utd, quella che portò, ai danni del Monaco 1860, la Coppa delle Coppe 1964-1965 nella bacheca degli Hammers.

## Palmarès

### Club

#### Competizioni nazionali
- Coppa d'Inghilterra: 1

West Ham: 1963-1964
- Charity Shield: 1

West Ham: 1964

#### Competizioni internazionali
- Coppa delle Coppe: 1

West Ham: 1964-1965